# Natriumdihydrogenarsenat
Natriumdihydrogenarsenat ist eine chemische Verbindung des Natriums aus der Gruppe der Arsenate.

## Gewinnung und Darstellung
Natriumdihydrogenarsenat-Monohydrat kann durch Reaktion von Arsensäure mit Natronlauge gewonnen werden.
{\displaystyle \mathrm {H_{3}AsO_{4}+NaOH\longrightarrow NaH_{2}AsO_{4}\cdot H_{2}O} }

## Eigenschaften
Natriumdihydrogenarsenat ist ein weißer Feststoff. Er verliert beim Erwärmen sein Kristallwasser und ab 50 °C geht über die Stufen NaH2AsO4 → Na2HAsO4 → Na2H2As2O7 → Na3H2As3O10 schließlich oberhalb 230 °C in polymeres Natriummetaarsenat NaAsO3 über. Die Entwässerungsprodukte reagieren mit Wasserdampf, wobei durch Hydratation rückläufig die gleichen Stufen wie bei der Entwässerung nachgewiesen werden können. Das analoge Kaliumdihydrogenarsenat KH2AsO4 geht dagegen beim Erhitzen ohne Zwischenstufen in Kaliummetaarsenat KAsO3 über.